# Négyelés
A négyelés a pajzs vagy a mező osztása egy vízszintes és egy függőleges osztóvonallal négy egyforma mezőre. Nem tévesztendő össze a negyedeléssel, mely a hűbéri és rokoni heraldika eljárása ezen viszonyok címertani kifejezésére. Változata a harántnégyelt pajzs. A többszörös vágás és hasítás sakkozott pajzsot eredményez.
A német heraldikában a négyelt kifejezés (geviert) olyan pajzsot takar, ahol az egymással szemben álló mezők azonos színűek. A mezőkben általában egy fém és egy szín váltakozik. Ez a típus a leggyakoribb, de van három- és négyféle borítású alap (négyelés) is. 

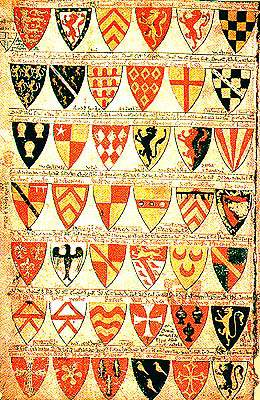
Négyelt pajzsok a 3., 4. és 5. sorban Matthew Paris 1244 körüli címerkönyvéből. Ezek még nem valódi négyelt címerek, hanem négyelt pajzsok, azaz mesteralakok, mert nem két külön mezőt egyesítettek rajtuk, csak a pajzsot tagolták ezen a módon

A négyelt pajzs kiválóan alkalmas kettő, három vagy négy címer egyesítésére. Két címer egyesítésekor az előkelőbb az 1. és 4. mezőbe kerül, a másik a 2. és 3. mezőbe. Ha a mezőkben nincs semmilyen címerábra, a négyelés nem mező, hanem mesteralak vagy egy (potenciális) alap.
Az osztóvonalak nemcsak egyenes, hanem mindenféle görbe vonalak is lehetnek. Ezek a változatok részben a rokoni heraldika hatására terjedtek el és az angol, a skót stb. heraldikában gyakran a címertörés vagy a rokoni kapcsolatok (szabályos) kifejezésére szolgáltak.

## A négyelés eredete
A kétféle borítású négyelt pajzs (azaz mesteralak) már a heraldika első évszázadában megjelent, melyre Magyarországon is van korai példa, míg a címerábrákat is tartalmazó külön címerek  egyesítése négyelt pajzsban a 13. század elejétől fordul elő. Ha a pajzsban önálló címereket egyesítettek, negyedelésről (de: Quadrierung) van szó.
Kezdetben csak egyszerű, azaz osztatlan címerek léteztek. A négyelt pajzsok a rokoni heraldika hatására terjedtek el széles körben. Kasztília és León címerét először 1230 körül egyesítették egy pajzson, kasztíliai Ferdinánd (1217-1252) címerében, hogy kifejezzék vele a két tartomány kivételes helyzetét királyságon belül. A korai négyelések tehát tulajdonképpen negyedelt pajzsok.
Magyarországon a négyelés a 15. században terjedt el. Kivételes esetben azonban négyelt pajzsot használt Károly Róbert (1307-1342) király is egyik pénzérméjén (1. és 4. mező liliom, 2. és 3. sávok). Ez Martell Károly címerének a hatását tükrözi. Az Anjou királyok inkább a hasított pajzsot használták a liliomokkal és a sávokkal. A 13. században, elsősorban az uralkodói címereken jelent meg  a hasított címer (az uralkodó címere a jobb oldali, feleségéé a bal oldali mezőben).
A felsőszentkirályi kun övön (1350 körül) is négyelt címerpajzs látható. Feltételezhető, hogy a veretek készítője ismert valamilyen angol címerkönyvet, mert az egyik veret címerképei, a pólya fölött és alatt egy-egy szarufa kizárólag az angol heraldikában volt gyakran használatos és a 13. századtól több címerkönyvben is előfordult. Matthew Paris címerkönyvének fenti lapján az utolsó előtti sor elején kettő is

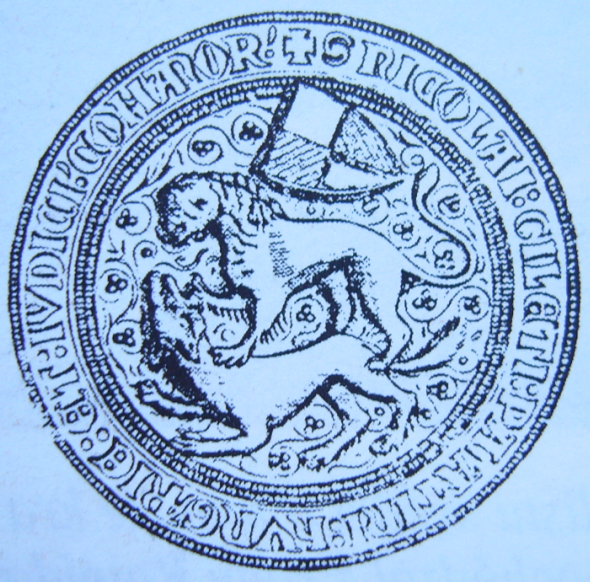
Giletfi Miklós nádor, a kunok bírájának pecsétje (1346). A pajzs még nem valódi négyelt címer, hanem mesteralak, azaz négyelt pajzs.
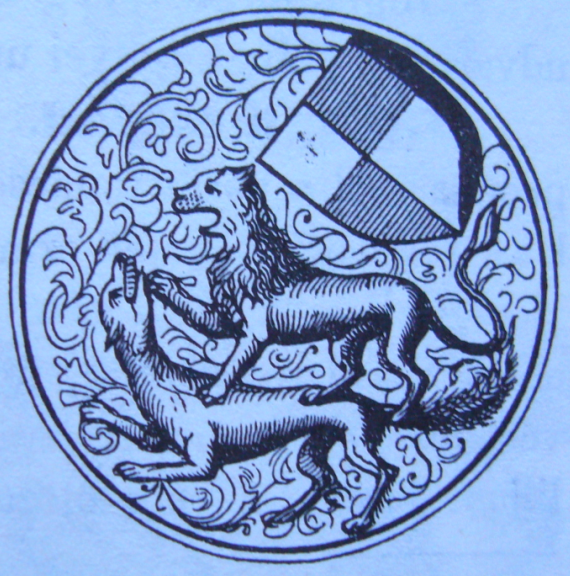
Ugyanaz a pecsét körirat nélkül Nagy Ivánnál (IV. 405.). Egyelőre még nem ismert a négyelt pajzs viselője, de minthogy a kunok bírájáról van szó, a pecsétmezőben egy oroszlán farkasra támad, Kunország címere oroszlán volt és a 13. század végi vagy 1350 körüli a felsőszentkirályi kun öv leletében négyelt pajzs is található, feltételezhető, hogy a négyelt címer is a kunokhoz köthető, esetleg a kunok bírájának jelképe volt.
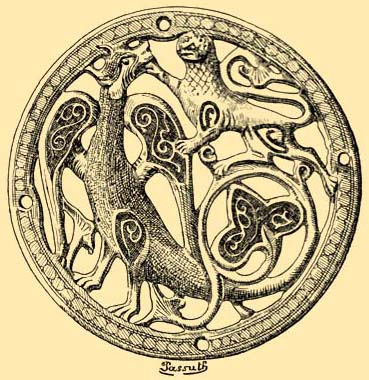
A pecsétkép ugyanezen farkasra támadó oroszlánja megtalálható egy Árpád-kori (talán 12. századi) zománcos korongon is
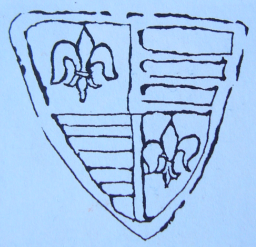
Károly Róbert négyelt címere pénzérmén. Ez már valódi négyelt címer
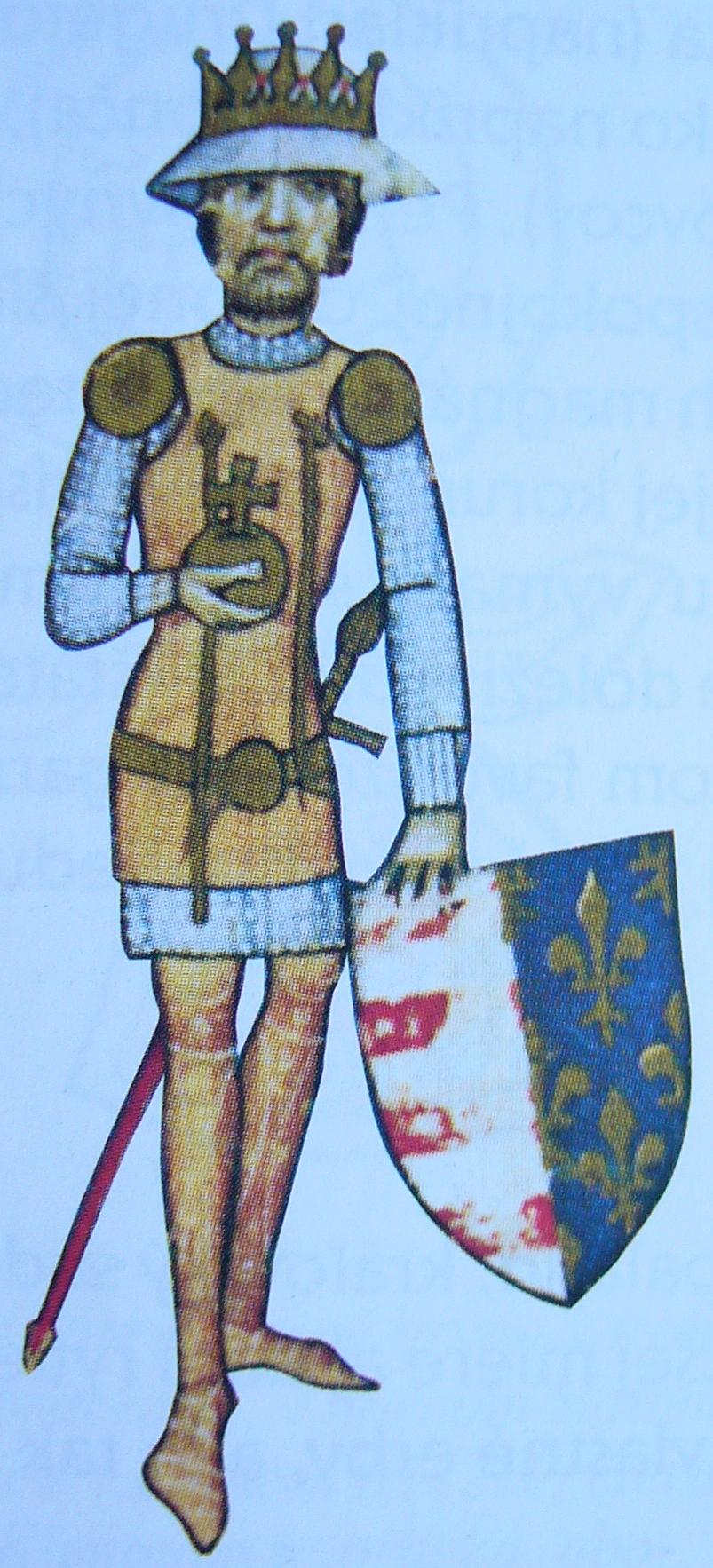
Az Anjouk által használt szokásos negyedelt (hasított) címer az Árpádok sávjaival, a Képes krónikából

Négyelt címerek Gelre herold címerkönyvéből

Ezüsttel és feketével négyelt (von Zollern)
Hermelinnel és vörössel vízszintesen fűrészesen négyelt (FiztWarin)
Vörössel és arannyal négyelt, az elsőben ezüst csillag (de Vere)
Vörössel és evettel négyelt, az elsőben aranykorona (Cronenberg)
Ezüsttel és feketével négyelt alapon vörös pólya (Zeschau)
Arannyal és feketével négyelt alapon fodros vörös harántpólya (Annequin)
1. és 4. arany alapon fekete fodros kereszt, 2. és 3. vörös alapon ezüst horgonyvégű kereszt (Willoughby)
Ezüst címerkeret hét arany püspöksüveggel díszítve, 1. és 4. ezüst, 2. és 3. vörös alapon arany rács, mind a négy mezőn fekete harántpólya vonul át (Henri Le Despencer, Norwich püspöke)
Négyelt pajzsban ezüsttel szegett pillangópikkely, 1. és 4. hermelin alapon vörös kereszt, 5 arany kagylóval díszítve, 2. és 3. kék alapon ezüst liliomokkal bevetbe (Flavy)

## Egyéb négyelések
Tágabb értelemben négyelésnek nevezhető minden olyan tagolás is, amely a címert vagy a mezőt négy részre osztja. Ilyen például a háromszor hasított, a háromszor vágott, háromszor harántolt, háromszor balharántolt stb. címer. Itt is érvényes, hogy a mezőkben legalább, kétféle máznak kell váltakoznia. Négyelt nemcsak egy címer vagy mező lehet, hanem egy mesteralak vagy címerkép is.
Négyelt mezők és címerábrák Gelre herold címerkönyvéből

Háromszor hasított (cölöpösen négyelt)
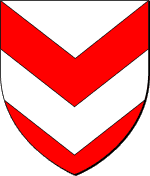
Háromszor fordított szarufával vágott (ford. szarufásan négyelt)
Négyelt zászló (A képen harántnégyelés látszik, de a zászló  tengelyét kell figyelembe venni)